# Zenttric
Zenttric és un quartet basc d'indie rock i rock alternatiu provinent de Bilbao. La banda va ser creada al nadal de 2005, i, a més d'actuar en concerts per les ciutats espanyoles, deuen gran part del seu èxit a l'espai social MySpace. El 23 de juny de 2007 arriben a un dels punts més importants en la curta vida del grup: es converteixen en teloners dels Rolling Stones. Ho fan el 23 de juny, a Sant Sebastià, al popular Estadi d'Anoeta.
Així i tot, no és fins a 2009 quan troben veritable reconeixement mediàtic, quan són nominats als Premis 40 Principals a la categoria de Millor Artista Nou i com a Millor Videoclip pel seu senzill Sólo quiero bailar.

## Estil musical
El seu estil beu directament de dos gèneres tradicionalment britànics: el britpop i l'indie rock, així com el rock alternatiu i, en menor mesura, el pop. Això es deu en gran manera a l'estada del cantant, Gutxi, a Anglaterra durant diversos anys on va prendre influències de grups com The Beatles, Franz Ferdinand o Kaiser Chiefs, donant com a resultat cançons enèrgiques i melòdiques al més pur estil britànic, però amb l'enginy de les seves lletres i una bateria i un baix amatents a perllongar una melodia sofisticada i animada.

## Discografia

### Àlbums d'estudi
- Zenttric (2009)
- Tripolar (2011)
- 3 (2013)

### Senzills
- 2009: "Solo quiero bailar".
- 2009: "Limousine".
- 2010: "Olvídate de mí".
- 2011: "Lady gaga".
- 2011: "La noche que estuvimos a punto de casarnos"
- 2013: "Modernos que critican a modernos"

### Vídeos
- Limousine
- Olvídate de mí
- Sólo quiero bailar
- Lady Gaga
- La noche que estuvimos a punto de casarnos
- Modernos que critican a modernos

## Zenttric (2009)
- 1. Solo quiero bailar
- 2. Limousine
- 3. Olvídate de mí
- 4. Sol
- 5. Fácil
- 6. Vas, voy
- 7. Martes
- 8. Avísame
- 9. Contrario
- 10. Perderlo todo
- 11. Problemas

## Tripolar (2011)
- 1. Una canción de Hot Chip
- 2. La noche que estuvimos a punto de casarnos
- 3. Lady Gaga (Original Mix)
- 4. Champagne y Fresas
- 5. La chica de Erasmus
- 6. Teléfono
- 7. Qué buena estás
- 8. A veces hablo más de la cuenta
- 9. Ayúdame
- 10. Amor
- 11. Peor no lo pude hacer
- 12. Brown Sugar

## 3 (2013)
- 1. Indies y Capuletos
- 2. Modernos que critican a modernos
- 3. James Bond
- 4. Groupie de Postal
- 5. Música
- 6. Dispara
- 7. El principio del final
- 8. D.N.S.H.A.
- 9. (No) Volverte a ver
- 10. Dos enamorados